# Megachile angularis
Megachile angularis är en biart som beskrevs av Mitchell 1930. Megachile angularis ingår i släktet tapetserarbin, och familjen buksamlarbin. Inga underarter finns listade i Catalogue of Life.